# 切雷泰
切雷泰（義大利語：Cerete），是意大利贝加莫省的一个市镇。总面积13平方公里，人口1642人，人口密度126.3人/平方公里（2009年）。国家统计（ISTAT）代码为016071。
切雷特与以下市镇接壤：博西科、甘迪诺、罗韦塔、松加瓦佐、索韦雷。